# Lucius Appuleius Saturninus

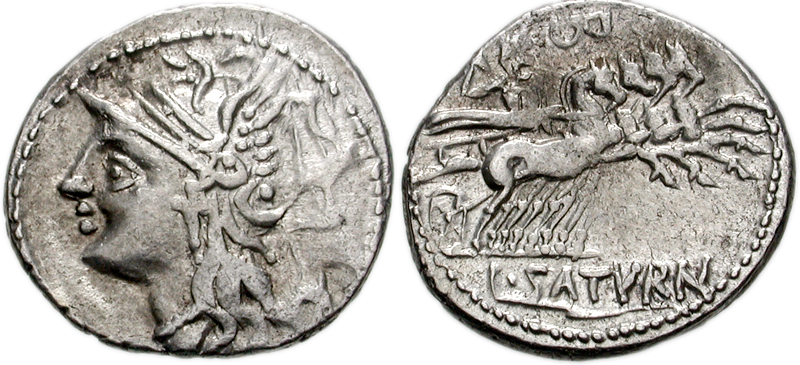
Münze des Lucius Appuleius Saturninus aus dem Jahr 104 v. Chr. Vorderseite: Roma mit Helm. Rückseite: Saturnus, der eine Quadriga lenkt

Lucius Appuleius Saturninus (* um 138 v. Chr.; † 10. Dezember 100 v. Chr.) war ein römischer Volkstribun und Vertreter der popularen Gruppe.

## Leben
Als Quaestor (104 v. Chr.) überwachte er den Kornimport im Hafen von Ostia, wurde aber durch den Senat abgesetzt und durch Marcus Aemilius Scaurus ersetzt, einen Anführer der optimatischen Gruppe. Er scheint nicht der Unfähigkeit oder schlechter Amtsführung beschuldigt worden zu sein, so dass wohl die gefühlte Willkür bei seiner Abberufung ihn zu einem popularen Vorgehen gebracht haben könnte.
103 v. Chr. wurde er zum Volkstribun gewählt und arbeitete mit Gaius Marius zusammen. Vermutlich um sich dessen Gunst und der seiner Soldaten zu versichern, schlug er vor, jedem der Veteranen des Marius in Africa 100 Joch Land zu überlassen. Damit trug er wesentlich zum vierten Konsulat des Marius im Jahr 102 v. Chr. bei. Eine Gelegenheit, sich provokativ gegen den Senat zu stellen, bot sich ihm bei der Ankunft der Botschafter des Königs Mithridates VI. von Pontus im Jahr 101 v. Chr., die große Geldsummen zur Bestechung des Senats mitbrachten. Saturninus machte kompromittierende Enthüllungen, durch welche die Gesandten beleidigt wurden. Er wurde deshalb vor Gericht gebracht und entkam der Verurteilung nur durch einen ad-misericordiam-Appell vor dem Volk. Dem ersten Tribunat des Saturninus ist vermutlich auch sein maiestas-Gesetz zuzuordnen, dessen genaue Vorschriften unbekannt sind, dessen Ziel aber wohl die Stärkung der Macht des Tribuns und der Popularen war. Das Gesetz drehte sich um die minuta maiestas (verminderte Autorität) des römischen Volkes, das heißt, um alle Taten, die geeignet waren, die Integrität des Gemeinwesens zu beeinträchtigen, behandelte also Umfassenderes als das moderne Wort Verrat. Dieses Gesetz ermöglichte auch, Senatoren bei Verstoß aus dem Senat zu entfernen und bedrohte somit das Kooptionsprinzip innerhalb der römischen Eliten, die durch die Censoren Senatsmitglieder rekrutierten.
Saturninus brachte ferner auch ein Gesetz ein, dessen Ziel es war, das einfache Volk durch Erwerb von Getreide zu einem festgelegten Preis zu unterstützen. Der Quaestor Quintus Servilius Caepio erklärte, dass der Staatsschatz dies nicht aushalte, und Saturninus’ eigene Kollegen sprachen daraufhin ihr Veto aus. Saturninus befahl dennoch, mit der Abstimmung fortzufahren, so dass Caepio die Versammlung mit Gewalt auflösen musste.
Hauptziel von Saturninus’ persönlichen Interessen war Quintus Caecilius Metellus Numidicus, der sich als Censor vergebens darum bemüht hatte, Saturninus wegen Unmoral aus dem Senat auszuschließen. Um sich beim Volk beliebt zu machen, das weiterhin das Gedenken an die Gracchen pflegte, zeigte sich Saturninus mit Equitius, einem bezahlten Freigelassenen, der von sich behauptete, der Sohn des Tiberius Gracchus zu sein. Obwohl Sempronia, Schwester der Gracchen, sich weigerte, ihn anzuerkennen, bewarf das Volk Caecilius Metellus mit Steinen, weil dieser Equitius die Bürgerrechte verweigerte. Später wurde Equitius zum Volkstribun gewählt.
Marius, der nach seinem Sieg über die Kimbern durch Volksentscheide eine Landverteilung an seine Veteranen erreichen wollte, schloss eine Übereinkunft mit Saturninus und seinem Verbündeten Gaius Servilius Glaucia, die von den Veteranen des Marius und dem notleidenden einfachen Volk unterstützt wurde. Marius wurde im Jahr 100 v. Chr. zum sechsten Mal zum Konsul gewählt. Saturninus brachte nun ein Agrargesetz in Erweiterung des bereits vorgestellten afrikanischen Gesetzes ein. Es sah vor, dass alles Land nördlich des Padus (Po), das zuvor im Besitz der Kimbern war, einschließlich des Gebiets der unabhängigen Kelten, die von ihnen zeitweise unterworfen worden waren, für die Verteilung unter den Veteranen des Marius bereitgehalten werden sollte.
Kolonien sollten in Sizilien, Achaea und Macedonia gegründet werden, für die das Tolosanische Gold, der von Quintus Servilius Caepio (Konsul 106 v. Chr. und Vater des gleichnamigen Quästors) unterschlagene Tempelschatz, eingesetzt werden sollte. Des Weiteren sollte die italische Bevölkerung zu diesen Kolonien zugelassen werden, und da es sich um Bürgerkolonien handelte, hätte dies die Verleihung des Bürgerrechts bedeutet. Dieser Teil des Gesetzes wurde von der stadtrömischen Plebs abgelehnt. Eine Klausel bestimmte, dass innerhalb von fünf Tagen nach dem Beschluss jeder Senator einen Eid auf das Gesetz ablegen sollte. Andernfalls wurden Bußgelder und Ausschluss aus dem Senat angedroht. Alle Senatoren legten den Eid ab, bis auf Caecilius Metellus, der deswegen ins Exil ging. Senatorische Gegner argumentierten gegen das Gesetz, weil Donner gehört worden sei; Saturninus antwortete, der Senat solle lieber ruhig bleiben, weil dem Donner ansonsten Hagel folgen würde. Die Gesetzentwürfe (leges Appuleiae) ließ Saturninus schließlich mit Hilfe der Veteranen des Marius beschließen.
Marius, der sich von seinen Verbündeten übergangen und durch ihre entschiedene Vorgehensweise kompromittiert fühlte, dachte ernsthaft daran, mit ihnen zu brechen. Saturninus und Glaucia sahen ihre einzige Aussicht auf Unversehrtheit in einem weiteren Verbleib in einem öffentlichen Amt. Saturninus wurde für die Amtszeit, die am 10. Dezember 100 v. Chr. begann, zum dritten Mal zum Volkstribun gewählt, und Glaucia, obwohl bereits Praetor und daher bis zum Ablauf von zwei Jahren nicht wählbar, wollte für das Konsulat kandidieren. Doch Marius ließ Glaucias Kandidatur nicht zu. Marcus Antonius Orator wurde ohne Gegenkandidaten gewählt, der andere, Gaius Memmius, der höchstwahrscheinlich gewählt worden wäre, wurde durch von Saturninus und Glaucia gedungene Männer während des Wahlgangs erschlagen. Saturninus besetzte daraufhin das Kapitol und versuchte wohl eine Legitimierung einer Kandidatur von Glaucia zu erzwingen. Dieser Vorgang erzeugte einen vollständigen Umschwung in der öffentlichen Meinung. Der Senat traf sich am folgenden Tag, erklärte Saturninus und Glaucia zu Staatsfeinden, und stattete Marius mit einem senatus consultum ultimum aus, um die Republik zu verteidigen. Marius hatte keine Alternative als zu gehorchen.  Marius, der ihnen vermutlich die Schonung ihres Lebens versprochen hatte, brachte sie in die Curia Hostilia in der Absicht, gesetzeskonform gegen sie vorzugehen. Aber die impulsiveren Mitglieder des Senats kletterten aufs Dach, rissen die Dachziegel heraus und steinigten Saturninus und viele andere zu Tode. Glaucia, der in ein Haus geflohen war, kam ebenfalls gewaltsam ums Leben.

## Bewertung der Gesetze
Betrachtet man die Abfolge in der Gesetzestätigkeit von Saturninus, so liegt die Vermutung nahe, dass er nicht völlig willkürlich gehandelt hat. Das Getreidegesetz kann als populäre und populare Maßnahme zur Gewinnung des Volkes für spätere Gesetze gesehen werden. Das Landgesetz kam allein Marius bzw. dessen Veteranen zugute. Andererseits war die Veteranenversorgung ein großes Problem der Republik, das gelöst werden musste. Die lex de maiestate wertete die Position eines Volkstribuns auf. Die offensive und offensichtliche Wahlwerbung für den Marius spricht für sich. Das Exil oder die Verbannung des Metellus bietet mehr als das Motiv des abgesetzten Quästors, der sich rächen will. Metellus war auch ein Gegner von Marius und zudem ein starker Mann der optimatischen Gruppe, die gegen den sechsmaligen Konsul arbeitete.
Saturninus scheint die balance of power der Republik vergessen zu haben. Mit der vielversprechenden Ignorierung von Interzessionen, mit dem Eid auf seine Gesetze und der Exilierung des berühmten Metellus, spätestens aber mit dem Mord an Memmius überschritt er die Grenzen des Erträglichen. Damit wurde er auch für Marius zu extrem. So blieb diesem keine andere Möglichkeit, als seinen Unterstützerkreis zu eliminieren. Saturninus war ein ehrgeiziger und machtpolitisch versierter Mann, der zur treibenden Kraft wurde und dabei die Realitäten und Sachzwänge des politischen Verfahrens vergaß.

### Sekundärliteratur
- Ernst Badian: The Death of Saturninus. In: Chiron 14, 1984, S. 101–147.
- Jochen Martin: Die Popularen in der Geschichte der späten Republik. Dissertation, Freiburg i. Br. 1965.
- Theodor Mommsen: Römische Geschichte, Buch IV Kap. 6.
- Lukas Thommen: Das Volkstribunat der späten römischen Republik, Stuttgart 1989, ISBN 3-515-05187-2.
- Frederick Walter Robinson: Marius, Saturninus und Glaucia, Jena 1912.
- Elimar Klebs: Appuleius 29. In: Paulys Realencyclopädie der classischen Altertumswissenschaft (RE). Band II,1, Stuttgart 1895, Sp. 261–269.

| Personendaten    | Personendaten                |
| ---------------- | ---------------------------- |
| NAME             | Appuleius Saturninus, Lucius |
| ALTERNATIVNAMEN  | Saturninus, Lucius Appuleius |
| KURZBESCHREIBUNG | römischer Volkstribun        |
| GEBURTSDATUM     | um 138 v. Chr.               |
| STERBEDATUM      | 10. Dezember 100 v. Chr.     |